# Kowalowice
Kowalowice (niem. Kaulwitz) – wieś w Polsce, położona w województwie opolskim, w powiecie namysłowskim, w gminie Namysłów.
W latach 1954–1972 wieś należała i była siedzibą władz gromady Kowalowice. W latach 1973–1975 miejscowość była siedzibą gminy Kowalowice.

## Nazwa
Nazwa miejscowości wywodzi się od zawodu kowal. W 1295 w kronice łacińskiej Liber fundationis episcopatus Vratislaviensis miejscowość wymieniona jest jako Cowalowitz. Heinrich Adamy w swoim spisie nazw miejscowości na Śląsku wydanym w 1888 roku we Wrocławiu wymienia nazwę miasta zanotowaną jako Kowalowice, podając jej znaczenie „Schmiededorf” (pol. „wieś kowali”).
W alfabetycznym spisie miejscowości na terenie Śląska wydanym w 1830 roku we Wrocławiu przez Johanna Knie wieś występuje pod obecnie używaną, polską nazwą Kowalowice oraz niemiecką nazwą Kaulwitz. Polską nazwę miejscowości Kowalewiec oraz zgermanizowaną Kaulwitz wymienia w 1896 roku śląski pisarz Konstanty Damrot w książce o nazewnictwie miejscowym na Śląsku. Damrot w swojej książce wymienia również starszą nazwę z łacińskiego dokumentu z roku 1270 Kowalewicz.
15 marca 1947 r. ustalono urzędową polską nazwę miejscowości – Kowalowice, określając drugi przypadek jako Kowalowic, a przymiotnik – kowalowicki.
| SIMC    | Nazwa     | Rodzaj     |
| ------- | --------- | ---------- |
| 0998429 | Lesiny    | przysiółek |
| 0499560 | Nowy Dwór | przysiółek |
| 0998412 | Siedlec   | przysiółek |

## Zabytki
Do wojewódzkiego rejestru zabytków wpisane są:
- kościół parafialny pw. Niepokalanego Poczęcia Najświętszej Maryi Panny, z poł. XIX w.
- park.